# Silkworm
A Silkworm amerikai indie rock/post-punk együttes volt. 1987-ben alakultak a Montana állambeli Missoula-ban Ein Heit néven. Eredeti felállása a következő volt: Andy Cohen - ének, gitár, Joel Phelps - ének, gitár, Tim Midgett - ének, basszusgitár és Ben Koostra - dob. Koostra 1989-ben kiszállt az együttesből. 1990-ben Seattle-be helyezték át székhelyüket és felfogadták magukhoz Michael Dahlquist dobost. 1992-es nagylemezük már a Silkworm név alatt jelent meg. 2005-ben Dahlquist és két másik chicagói zenész egy autóbaleset következtében elhunyt, amikor az autót, amelyben ültek, eltalálta egy nő, aki véget akart vetni az életének. Dahlquist halálával a Silkworm története ebben az évben lezárult.

## Diszkográfia
- Advantage (1987, "Ein Heit" néven)
- Girl Harbrr (1989, "Ein Heit" néven)
- L'ajre (1992, Silkworm néven)
- In the West (1994)
- Libertine (1994)
- Firewater (1996)
- Developer (1997)
- Blueblood (1998)
- Even a Blind Chicken Finds a Kernel of Corn Now and Then: 1990-1994 (válogatáslemez, 1998)
- Lifestyle (2000)
- Italian Platinum (2002)
- It'll Be Cool (2004)